# Анно фон Фрайзинг
Анно фон Фрайзинг (на немски: Anno von Freising; † 9 октомври 875, Фрайзинг) е от 855 до 875 г. епископ на Фрайзинг.

## Биография
През 854 г. Анно е избран от народа за епископ и одобрен и поставен от крал Лудвиг Немски. На 23 февруари 855 г. е ръкоположен.
Анно успява да увеличи земите на епископството. Той купува Дунавското пристанище Тойгн. В конфликта на баварските епископи със славянския апостол Методий в писмо на папата Анно е определен като негов главен противник.
Анно нарежда около 860 г. новото построяване на катедралата на Фрайзинг. Той подкрепя също училището по писане и катедралната библиотека във Фрайзинг. Анно се посвещава също на изкуството на правене на оргели и музиката.